# Nada Puede Cambiarme
„Nada Puede Cambiarme” (în limba română: „Nimic nu mă poate schimba”) este un cântec al interpretei mexicane Paulina Rubio. Acesta fost compus de Aureo Baqueiro pentru cel de-al optulea material discografic de studio al artistei, Ananda. „Nada Puede Cambiarme” a fost lansat ca cel de-al doilea single al albumului în luna ianuarie a anului 2007.
Piesa a beneficiat de un videoclip și de o campanie de promovare, obținând locul 1 în Spania și poziția cu numărul 5 în țara natală a interpretei, Mexic. În S.U.A. discul a activat mediocru în clasamentele pentru muzică latino, câștigând treapta cu numărul 21 în Billboard Hot Latin Songs. Fostul chitarist al formației Guns N' Roses, Slash, este prezent în videoclip alături de Rubio ca invitat special.

## Prezența în clasamente
„Nada Puede Cambiarme” a înregistrat clasări mediocre în Statele Unite ale Americii, spre deosebire de predecesorul său, „Ni Una Sola Palabra”. Astfel, cântecul a urcat până pe locul 21 în Billboard Hot Latin Songs și s-a poziționat în top 10 în Billboard Latin Pop Airplay. Piesa a obținut locul 1 în Spania, devenind cel de-al doilea extras pe single de pe materialul Ananda ce obține această distincție. „Nada Puede Cambiarme” a devenit un hit în America de Sud și Mexic, obținând clasări de top 5 în Argentina (locul 3), Columbia (locul 2) și țara natală a interpretei (locul 5).

## Lista cântecelor
Descărcare digitală
1. „Nada Puede Cambiarme” — 3:56

## Versiuni oficiale
1. „Nada Puede Cambiarme” (versiunea de pe album)
2. „Nada Puede Cambiarme” (remix Caribbean Nights)
3. „Nada Puede Cambiarme” (remix extins Caribbean Nights)
4. „Nada Puede Cambiarme” (remix de Pasito Duranguense)
5. „Nada Puede Cambiarme” (versiune acustică)
6. „Nada Puede Cambiarme” (remix reggaeton alături de Ft. Franco)

## Clasamente
| Clasament (2007)        | Poziția maximă | Referință |
| ----------------------- | -------------- | --------- |
| Argentina Singles Chart | 3              | [ 8 ]     |
| Columbia Singles Chart  | 2              | [ 9 ]     |
| Mexic Singles Chart     | 5              | [ 6 ]     |
| Spain Singles Chart     | 1              | [ 5 ]     |

| Clasament (2007)                 | Poziția maximă | Referință |
| -------------------------------- | -------------- | --------- |
| Billboard Hot Latin Songs        | 21             | [ 7 ]     |
| Billboard Hot Latin Songs        | 6              | [ 7 ]     |
| Billboard Latin Tropical Airplay | 33             | [ 7 ]     |